# Kapele, Brežice
Kapele so naselje v Občini Brežice. So glavna vas Krajevne Skupnosti Kapele, ki jo sestavlja 7 vasi: Kapele, Vrhje, Slogonsko, Jereslavec, Podvinje, Župelevec in Rakovec.
V neposredni bližini je poplavna ravnica Jovsi, kjer gnezdi nekaj izjemno redkih ptic v Sloveniji, med njimi tudi kosec (Crex crex). V kraju deluje aktiv kmečkih žena in svetovno znani Pihalni Orkester Kapele (od leta 1850) - 
Imajo osnovno šolo, 3 cerkve, po katerih so "Kapele" dobile ime, gasilski dom in 3 gostišča.

## Prebivalstvo
Etnična sestava 1991:
- Slovenci: 209 (96,8 %)
- Hrvati: 6 (2,8 %)
- Črnogorci: 1